# دونكي كونج كونتري 2: ديدي كونج كويست
دونكي كونج كونتري 2: ديدي كونج كويست (بالإنجليزية: Donkey Kong Country 2: Diddy's Kong Quest)‏  هي لعبة فيديو ذات منصة والتي وضعتها شركة راير ونشرتها نينتندو على سوبر نينتندو إنترتينمنت سيستم. وكان قد تم إطلاقها في 21 نوفمبر 1995 في اليابان وفي ديسمبر 1995 في أمريكا الشمالية وأوروبا. هي جزء من سلسلة دونكي كونغ و بمثابة تتمة مباشرة لـ دونكي كونغ كانتري. لقد تم إعادة إصدارها على غيم بوي أدفانس  في عام 2004. تم إتاحت اللعبة للتحميل على الـ فرتشول كونسول الخاص بـ وي في عام 2007 ، والـ فرتشول كونسول الخاص بـ وي يو في عام 2015. وصدر بعد هذا الجزء دونكي كونج كونتري 3: ديكسي كونغز دبل تربلز في عام 1996.
تدور القصة حول ديدي كونغ وصديقته المقربة ديكسي كونغ ، اللذين يحاولان إنقاذ دونكي كونغ بعد أن اختطفه الملك كيه رول . تدور أحداث اللعبة في جزيرة التمساح، مع ثمانية عوالم من بيئات مختلفة ، بإجمالي 52 مستوى. تستخدم اللعبة نفس تقنية سيليكون غرافيكس من النسخة الأصلية ، والتي تتميز باستخدام صور ثلاثية الأبعاد معروضة مسبقًا. تلقت لعبة ديدي كونج كويست إشادة من النقاد ، حيث يُنظر إليها على نطاق واسع على أنه أحد أعظم ألعاب المنصات ثنائية الأبعاد على الإطلاق. تم توجيه المديح على رسوماتها وطريقة اللعب والموسيقى التصويرية. كانت ثاني أفضل لعبة مبيعًا في عام 1995 ، وسادس أكثر المبيعات على قائمة أكثر ألعاب سوبر نينتندو إنترتينمنت سيستم، وأكثر لعبة سوبر نينتندو إنترتينمنت سيستم مبيعًا لم يتم تعبئتها مع النظام.

## اللعب

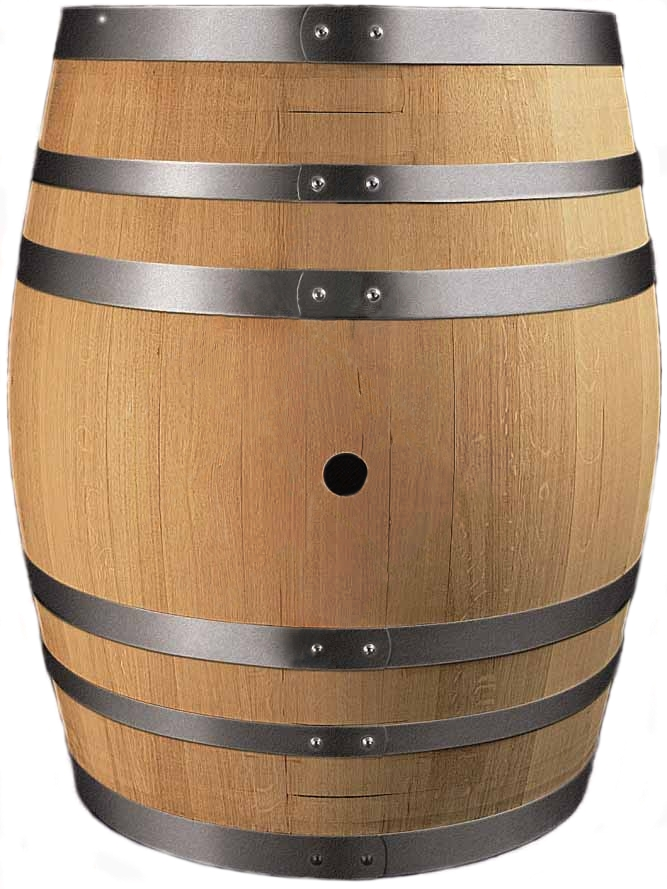
تقدم العديد من البراميل مجموعة متنوعة من الوظائف، بدءًا من البراميل الأساسية التي يمكن إطلاقها إلى البراميل التي تحمل علامة ”DK“ التي تسمح لك باستعادة شخصية.

دونكي كونج كونتري 2: ديدي كونج كويست هي لعبة منصات ثنائية الأبعاد ذات التمرير الجانبي والمنهاج فيها ضبط اللاعب إما بالتحكم بـ ديدي كونغ أو صديقته ديكسي كونج خلال 52 مستوى مختلف في ثمانية عوالم مختلفة. الهدف الرئيسي من اللعبة هو إنقاذ دونكي كونغ  من الملك كيه رول. تتميز اللعبة بعدد كبير من الأعداء بما في ذلك الكريملينغز والزواحف الأرضية والجرذان والنيص والنحل ، والنسور. الأعداء في أقسام تحت الماء تشمل السمكة المنتفخة وأسماك الراي اللساع وأسماك الضاري المفترسة. يتوج كل عالم بمعركة زعماء ، والتي يجب هزيمتها من أجل التقدم إلى العالم التالي. على غرار سابقتها ، يمكن لشخصيات اللاعب تحييد معظم الأعداء من خلال القفز على رؤوسهم، أو التحرك من خلالهم، أو إلقاء برميل عليهم. عندما يتم ضرب الشخصية من قبل أحد الأعداء ، تترك الشخصية النشطة الشاشة ، وبالتالي سيتحول التحكم إلى الشخصية الأخرى. يمكن للاعب استعادة شريكه من براميل دونكي كونغ المعلمة طوال المباراة. إذا مات كلا الشخصين ، فسيخسر اللاعب حياته وسيعود من جديد إما من بداية المستوى أو من آخر نقطة تفتيش، والتي تأتي في شكل برميل مطلي بالنجوم. إذا فقد اللاعب كل الحيوات التي يملكها، فستنتهي اللعبة. 
ديدي  و ديكسي  لهما سمات فريدة ؛ ديدي أكثر رشاقة وسيركض أسرع ، في حين أن ديكسي لديها قفزة أعلى ويمكنها أن تلف شعرها لتطفو.  يمكن للاعب التقاط الشخصية الأخرى ورميها في أي اتجاه ، على غرار البراميل. كما تضم اللعبة لعبة «أصدقاء الحيوانات» والتي تعود من سابقتها. وتشمل الحيوانات للعب سكويتر العنكبوت ورامبي وحيد القرن وراتلي الأفعى وانغارد  سمك أبو سيف وسكواكالببغاء.  تتمتع هذه الحيوانات بقدرات فريدة يمكن للاعب استخدامها مثل قدرة رامبي على الهجوم على الأعداء وقدرة سكواك على الطيران وقدرة راتلي على القفز على ارتفاعات عالية.
تتميز اللعبة بتأثيرات بيئية في بعض المستويات ، والتي تشمل الضباب والمطر والعواصف الرعدية. تتميز بعض المستويات بميكانيكا وإعدادات مختلفة ، مثل الأقسام الموجودة تحت الماء ، وركوب عربة منجم ، والصراع على الكروم ، ومستويات «العسل» التي تتميز بأسطح لزجة.   كما هو الحال مع سابقتها ، تتميز اللعبة بالبراميل التي ستدفع اللاعب في أي اتجاه يواجهه. وبصرف النظر عن براميل نقاط التفتيش ، فإن بعضها يمنح اللاعب مناعة مؤقتة أو «صديق حيوان». براميل المكافأة المخبأة طوال اللعبة تنقل اللاعب إلى لعبة مكافأة ، والتي تتميز بتحدي مثل القضاء على جميع الأعداء من أجل كسب قطع النقود المسماة «كريمكوين».  بالإضافة إلى ذلك ، هناك بعض البراميل التي لا يمكن تنشيطها إلا بحرف معين. قد يكسب اللاعبون أرواحًا إضافية عن طريق جمع البالونات أو ربح 100 موزة أو جمع أربعة أحرف تهجى كلمة كونغ "K-O-N-G".  
يمكن للاعب تحقيق درجة إتمام بحد أقصى 102٪ لملف الحفظ الخاص به من خلال إكمال جميع المستويات والرؤساء ، واستكمال جميع تحديات المكافآت ، وجمع جميع عملات DK داخل العالم المفقود وزيارة كل فرد من أفراد عائلة كونغ الأربعة مرة واحدة على الأقل.
اللعبة هي أول ظهور لديكسي كونغ في سلسلة دونكي كونغ. ومن بين الشخصيات الأخرى كرانكي كونغ ، الواقعة في «متحف القرد» ، والتي عادت بسبب «الطلب الشعبي» للكشف عن أسرار عالم اللعبة ، وتقديم الإغاثة الكوميدية ، فضلاً عن تقديم النصائح.  تظهر رينكلي كونغ ، زوجة كرانكي كونغ وجدة دونكي كونغ، لأول مرة في هذه اللعبة. تدير منشأة تعليمية تسمى كلية كونغ، حيث تقدم إرشادات للاعب.  يدير سوانكي كونغ اختبارًا لعرض الألعاب حيث يمكن للاعب إكمال الاختبارات وكسب المزيد من الأرواح.  تقدم فانكي كونغ طائرة تسمح للاعبين بالتبديل بين العوالم المكتملة بالفعل. بالإضافة إلى ذلك ، يمكن للاعب مقابلة كريملينغ الزاحف الأرضي الكبير المسمى كلوبا  ،  في كشك كلوبا، الذي يطلب خمسة عشر قطعة نقدية من الكريمكوينز من الشخصيات إذا أرادوا المرور إلى «العالم المفقود» وإكمال المستوى السري.

## الحبكة
بعد مرور بعض الوقت على دونكي كونغ كانتري، يسترخي دونكي كونغ على الشاطئ ، حيث يتعرض لكمين من قبل الكريملينغز. يتم اختطافه وإحضاره إلى كابتين كيه رول ، وهو لقب الملك كيه رول في هذه اللعبة ، والذي يطلب بعد ذلك مخزون الموز الذي حاول دون جدوى سرقته في اللعبة السابقة للحصول على فدية من آل كونغ. بدلاً من الامتثال، يقرر ديدي كونغ وصديقته ديكسي الذهاب إلى جزيرة كريملنغز ، المسماة جزيرة التمساح ، لإنقاذ دونكي كونج. يسافران معًا عبر جزيرة التمساح ويتم مساعدتهما في طريقهم من قبل مجموعة متنوعة من الحيوانات لهزيمة كابتن كيه رول.  في النهاية يقاتل ديدي وديكسي التمساح كابتين كيه رول ويتغلبان عليه، ويطلقان سراح دونكي كونغ في هذه العملية. تمكن التمساح كيه رول من الفرار ، وبعد فترة وجيزة ، واجهه ديدي و ديكسي  في العالم المفقود، وهي منطقة سرية مدعومة بنبع ماء حار في قلب جزيرة التمساح. لقد هزموا مرة أخرى كيه رول ، الذي أُلقي في السخان ، مما تسبب في انسداده وانفجاره. يتسبب الانفجار في غرق جزيرة التمساح بالكامل ، حيث يشاهد آل كونغ التمساح كيه رول وهو يهرب على متن مركب شراعي صغير.

## التقييم
| التقييم |                         |
| --- | ----------------------- |
| الدرجات الإجمالية المجموع نقاط غيم رانكينغز 90% (SNES) 81% (Wii) ميتاكريتيك 80% (GBA) نتائج المراجعة نشرة نقاط أول غيم يورو غيمر 8/10 (Wii) غيم إنفورمر 9.75/10 غيم سبوت 8/10 (Wii) 8.3/10 (GBA) آي جي إن 8.8/10 |                         |
| الدرجات الإجمالية |                         |
| المجموع | نقاط                    |
| غيم رانكينغز | 90% (SNES) 81% (Wii)    |
| ميتاكريتيك | 80% (GBA)               |
| نتائج المراجعة |                         |
| نشرة | نقاط                    |
| أول غيم | 4.5/5 stars             |
| يورو غيمر | 8/10 (Wii)              |
| غيم إنفورمر | 9.75/10                 |
| غيم سبوت | 8/10 (Wii) 8.3/10 (GBA) |
| آي جي إن | 8.8/10                  |

تلقت اللعبة اشادة من النقاد. حصلت نسخة سوبر نينتندو مجموع نقاط 92٪ من غيم رانكينغز،  في حين أن نسخة الـ فرتشول كونسول ونسخة غيم بوي أدفانس كلاهما يحملان درجة 80٪ من غيم رانكينغز وميتاكريتيك ، على التوالي. باعت لعبة ديدي كونج كويست مجتمعة 4.37 مليون نسخة في الولايات المتحدة واليابان على سوبر نينتندو ؛ بلغ العدد الإجمالي للنسخ المباعة في اليابان 2.21 مليون نسخة ، و 2.16 مليون نسخة في الولايات المتحدة. كانت أيضًا ثاني أكثر الألعاب مبيعًا في عام 1995 ، بعد سوبر ماريو ورلد 2: يوشيز آيلاند،  والسادس الأكثر مبيعًا على سوبر نينتندو. كافح تجار التجزئة لتلبية الطلب على اللعبة.
كانت الرسومات وطريقة اللعب من أكثر جوانب اللعبة إشادة. رحب سكاري لاري من غيم برو باللعبة باعتبارها أطول وأكثر إثارة للإعجاب من الناحية الرسومية وأكثر متعة من لعبة دونكي كونغ كانتري الأصلية ، ولديها «بعض المستويات الأكثر توضيحًا بذكاء على الإطلاق على نظام منزلي.» لقد أعطاها 5/5 مثالية في جميع الفئات الأربع (الرسومات والصوت والتحكم وعامل المرح) ، وقال إن حجزه الوحيد هو أن بعض المستويات صعبة للغاية بالنسبة للاعبين الأصغر سنًا. يعتقد آرون كوسيدار من أول غيم أن رسومات ديدي كونج كويست كانت أفضل من رسومات سابقتها ، مشيرًا إلى أن اللعبة «تبدو رائعة كما تلعب». صرح دان وايتهيد من يورو غيمر أن رسومات اللعبة كانت مشابهة للعبة الأولى دونكي كونغ كانتري ، على الرغم من أنه أشاد بهما على أنهما «مثيران للإعجاب». ومع ذلك ، أعرب وايتهيد عن قلقه إزاء عدم وجود طموح من التكملة ، مشيرًا إلى أن طريقة اللعب تستخدم الدفاع عن «إذا لم يتم كسرها ، فلا تصلحها.» بمراجعة نسخة سوبر نينتندو ، أعلن فرانك بروفو من غيم سبوت كانت الرسومات «أكثر تفصيلاً» على الرغم من الاعتراف بأنها بدت مشابهة من حيث الأسلوب للعبة الأولى. في مراجعة منفصلة بخصوص نسخة غيم بوي أدفانس ، أشاد بروفو بالرسومات باعتبارها أكثر ثراءً و «حيوية» من تلك الموجودة في النسخة الأصلية. في مراجعة بأثر رجعي ، صرح مارك بيرنباوم من آي جي إن أنه في حين أن النسخة الأصلية «تضم بعضًا من أجمل الرسومات» على سوبر نينتندو إنترتينمنت سيستم في ذلك الوقت ، قدمت ديدي كونج كويست تجربة فائقة نظرًا لتفاصيلها ، ورسوم متحركة سلسة ، ولوحة ألوان مختلفة.
صرح جيف بيرسون من نينتندوجو أن راير قام بتحسين الرسومات لـ ديدي كونج كويست ، وأن الرسوم المتحركة للشخصية بدت «أكثر سلاسة وأكثر شبيهة بالرسوم المتحركة» على عكس الإحساس الناتج عن الكمبيوتر الأصلي. كما أعلن بيرسون أيضًا أن تصميمات الخلفية وصلت إلى «ارتفاعات أحدث» من الجودة. أعلن أحد المراجعين لـ كوبيد3 أن المرئيات «لا تصدق» للعبة 16 بت. صرح أحد مراجعي جويكس فيديو أن اللعبة «تجاوزت حدود» وحدة التحكم وأن كل التفاصيل كانت «وسيمًا بشكل خيالي» ، كما أشاد بالتعامل مع طريقة اللعب على أنها «دفعت إلى الذروة».